# نهر أروت
نهر أروت هو نهر في كليمنتان بإندونيسيا. وهو أحد روافد نهر لمنداو. نهر أروت مثل لمنداو مع السياح الذين يتنقلون فيه بواسطة الزوارق السريعة لزيارة شعب الداياك.